# Alchornea integrifolia
Alchornea integrifolia  es una especie en la familia Euphorbiaceae. 

## Distribución y hábitat
Es endémica de Guatemala donde se distribuye únicamente en los departamentos de Alta Verapaz y Baja Verapaz. Es un árbol o arbusto que puede alcanzar una altura entre 6 y 25 m y que crece en bosques pantanosos en altitudes de 1000 a 1500 m.

## Taxonomía
Alchornea integrifolia fue descrito por Pax & K.Hoffm. y publicado en Das Pflanzenreich IV. 147 VII(Heft 63): 237. 1914.